# Hypolimnas avia
Hypolimnas avia är en fjärilsart som beskrevs av Fabricius 1793. Hypolimnas avia ingår i släktet Hypolimnas och familjen praktfjärilar. Inga underarter finns listade i Catalogue of Life.